# Casa del Vicariat
La casa del Vicariat, coneguda durant un temps com l'edifici de l'Hospitalitat de Lourdes, de Tortosa, és un edifici situat davant de la Catedral i adossat a l'extrem nord del palau episcopal, que té la façana al carrer de la Croera i que comunica també, mitjançant un pati posterior tapiat, amb l'avinguda de Felip Pedrell (antigament amb el riu, abans que es construís l'avinguda).
Consta de planta baixa, a un nivell inferior al del carrer, entresòl, pis principal i golfes. L'únic element que conserva el seu estat original és la façana, ja que l'interior ha estat refet modernament. La façana és de carreus de pedra de mides desiguals, amb un sector arrebossat a la banda superior. El ràfec és molt poc pronunciat i de teula. Als tres nivells inferiors s'obren diverses finestres, totes elles rectangulars. La porta d'accés, a la planta, es troba en un extrem, encara que és molt possible que la porta original fos l'obertura central del mur, amb arc escarser, que actualment ha estat transformada en dues finestres enreixades.

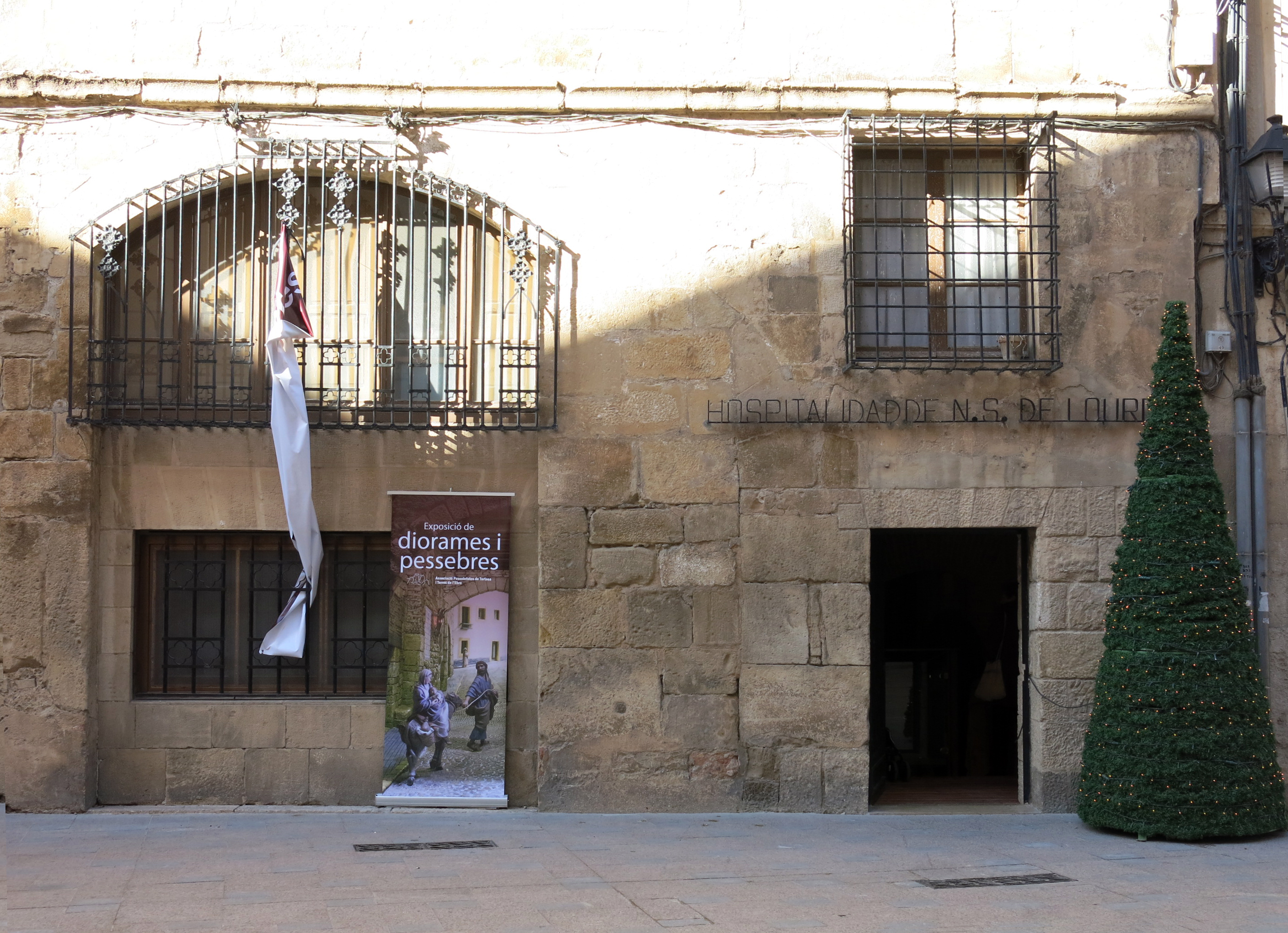
Detall dels baixos

Encara que no existeix una clara continuïtat entre la façana d'aquest edifici i la contigua del palau episcopal, i que és de menys alçada i la separació entre tots dos sectors és marcada al mur, possiblement formava part antigament del recinte del palau, com ho demostra el fet que encara sigui de propietat eclesiàstica.
Va allotjar la seu tortosina de l'Hospitalitat de la Mare de Déu de Lourdes i durant un temps va acollir els serveis d'una guarderia. Des de maig de 2017 és la seu de Càritas Diocesana.
L'espai que ocupa aquest edifici i altres de veïns (enderrocats l'estiu de l'any 2015) és un jaciment arqueològic de gran interès.